# ターリオ・ディ・ポー
ターリオ・ディ・ポー（伊: Taglio di Po）は、イタリア共和国ヴェネト州ロヴィーゴ県にある、人口約7,900人の基礎自治体（コムーネ）。

## 地理

### 位置・広がり

#### 隣接コムーネ
隣接するコムーネは以下の通り。
- アドリア
- アリアーノ・ネル・ポレージネ
- コルボラ
- ロレーオ
- ポルト・トッレ
- ポルト・ヴィーロ

### 気候分類・地震分類
ターリオ・ディ・ポーにおけるイタリアの気候分類 (it) および度日は、zona E, 2276 GGである。
また、イタリアの地震リスク階級 (it) では、zona 3 (sismicità bassa) に分類される。

## 行政

### 分離集落
ターリオ・ディ・ポーには、以下の分離集落（フラツィオーネ）がある。
- Oca Marina, Mazzorno Dx., Polesinello, Pisana, Gorino Sullam (San Rocco), Ca' Lattis

## 姉妹都市
- Omišalj、クロアチア